# Helichrysum melitense
Helichrysum melitense ist eine Pflanzenart aus der Familie der Korbblütler (Asteraceae). Die Art ist ausschließlich auf Malta heimisch und vom Aussterben bedroht.

## Beschreibung
Helichrysum melitense ist eine strauchige, grau-silbrige Pflanze, die in der Regel Wuchshöhen von 30 bis 70 Zentimeter erreicht. Die aufrechtstehenden, kleinen Blätter sind lanzettlich bis linealisch. Blütezeit ist von Spätfrühling bis Frühsommer. Die kleinen Köpfchen bestehen nur aus Röhrenblüten, diese sind erneut in größeren Blütenköpfen angeordnet.

## Verbreitung
Helichrysum melitense ist ausschließlich auf Malta heimisch, sie ist sehr selten. Auf der Insel Malta ist sie vermutlich ausgestorben, auf Gozo findet sie sich nur auf den westlichen Kliffs sowie auf dem Fungus Rock.

## Systematik und botanische Geschichte
Die Art ist von Sandro Pignatti 1980 als Helichrysum rupestre var. melitense erstbeschrieben worden und 1988 von Salvatore Brullo, Edwin Lanfranco, Pietro Pavone und G. Ronsisvalle als eigene Art aufgestellt worden.

## Nachweise
1. 1 2  Hans Christian Weber, Bernd Kendzior: Flora of the Maltese Islands - A Field Guide, 2006, ISBN 3-8236-1478-9, S. 296
2. 1 2  Eintrag zur Art auf der Website der IUCN, Online